# Kijong-dong
Kijong-Dong est un village de Corée du Nord qui se situe à proximité de la zone commune de sécurité tout près de la ville de Kaesong. Il s'agit d'un village Potemkine, lui valant le nom de village de la propagande (선전마을) par les Sud-coréens ainsi que les Américains alors que les Nord-coréens l'appellent le village de la paix (평화촌).

## Histoire[2]
Il fut construit sur une demande de Kim Il-sung, dans les années 1950. Kijong-dong se situe à 2,22 kilomètres du village sud-coréen de Taeseong-dong (en), le rendant ainsi le seul du pays visible depuis la Corée du Sud. Il a pour but de donner une bonne image de la Corée du Nord.
Officiellement, le village est habité par 200 personnes, essentiellement des fermiers. Mais les Sud-coréens remarquèrent un détail : les maisons de ce « village » s'allumaient à une heure fixe, quartiers par quartiers. Après des observations plus poussées, la Corée du Sud put affirmer qu'il ne s'agissait que de structures, et que les maisons ne possédaient pas de pièces ni d'habitants. Les rares personnes visibles sont des ouvriers réalisant de la maintenance.
En son centre s'élève le Panmunjom, une hampe de drapeau de 160 mètres de haut qui fut la plus grande hampe autoporteuse du monde jusqu'en 2010. Il constitue une réponse à celui de Taeseong-dong (en) (sud-coréen) mesurant 98,4 m. Ce record fut battu alors par la hampe de la place du drapeau national, à Bakou en Azerbaïdjan, dont le record a été à son tour battu en 2011 par la hampe de drapeau de Douchanbé, au Tadjikistan, en 2014 par celui de Djeddah en Arabie saoudite et en 2015 par celui du Caire en Égypte, de 201,95 m.

### Documentaire
- Village modèle, Hayoun Kwon, France, 2014, 10 min, production : Filmo. Hayoun Kwon filme ce « lieu-décor » comme une fiction, un village inaccessible autrement que par l’imagination[4].